# Trận Liège
Trận Liège (5 tháng 8 - 16 tháng 8 năm 1914) [tiếng Pháp: Bataille de Liège] là trận đánh mở đầu cuộc xâm lược Bỉ của Đức và là trận chiến đầu tiên của Chiến tranh thế giới thứ nhất . Thành phố Liège được bảo vệ bởi một vòng các pháo đài hiện đại và là một trong số các thành phố - pháo đài nhằm trì hoãn một cuộc xâm lược từ Đức, giúp các cường quốc khác đảm bảo tính trung lập của Bỉ hỗ trợ Quân đội Bỉ đánh đuổi quân Đức xâm lược.
Tập đoàn quân số 1 của Đức đã tiến đến thành phố vào cuối ngày 5 tháng 8 năm 1914 và chiếm được nó vào ngày 7 tháng 8 khi tướng Erich Ludendorff lái xe đến thuyết phục quân đồn trú đầu hàng. Tuy nhiên, các pháo đài ngoại vi vẫn tiếp tục chiến đấu và quân Đức đã thực hiện một số cuộc tấn công thất bại vào đó. Cuối cùng, Đức đem các khẩu pháo siêu nặng đến và phá hủy từng pháo đài một; pháo đài cuối cùng đầu hàng quân Đức vào ngày 16 tháng 8.
Liège có thể đã trì hoãn cuộc xâm lược của Đức vào Pháp từ 4 đến 5 ngày. Các tuyến đường sắt trong thung lũng sông Meuse mà quân đội Đức cần ở phía đông Bỉ đã bị đóng cửa trong suốt trận đánh và quân Đức không phá nổi các lô cốt ở Namur tại ngã ba sông Sambre và Meuse cho đến ngày 20 tháng 8. Với kinh nghiệm có được tại Liège, Tập đoàn quân sô 2 của Đức đã hoàn thành cuộc bao vây Namur trong hai ngày.